# 房國
房國，一作防國，方國，先秦小型诸侯国，在今河南省遂平县文城乡一带。西周封国，祁姓。帝尧之子丹朱后裔的封国。楚灵王时期房国被灭，子民被迁往楚国境内，楚平王（前528-516）时又迁回。
房國春秋时亡于楚国，前529年，楚国灭亡蔡国的时候，楚灵王把许国、胡国、沈国、道国、房国、申国的人迁到楚国国内。楚平王即位，在封了陈国、蔡国以后，就都让他们迁回去。西汉设吴房县。
明洪武二十四年（1391年）朱元璋封二十三子朱桱为唐王，在河南南阳建唐王府，建立唐国。在房国置文城郡，封文城郡王。